# Franz Volhard

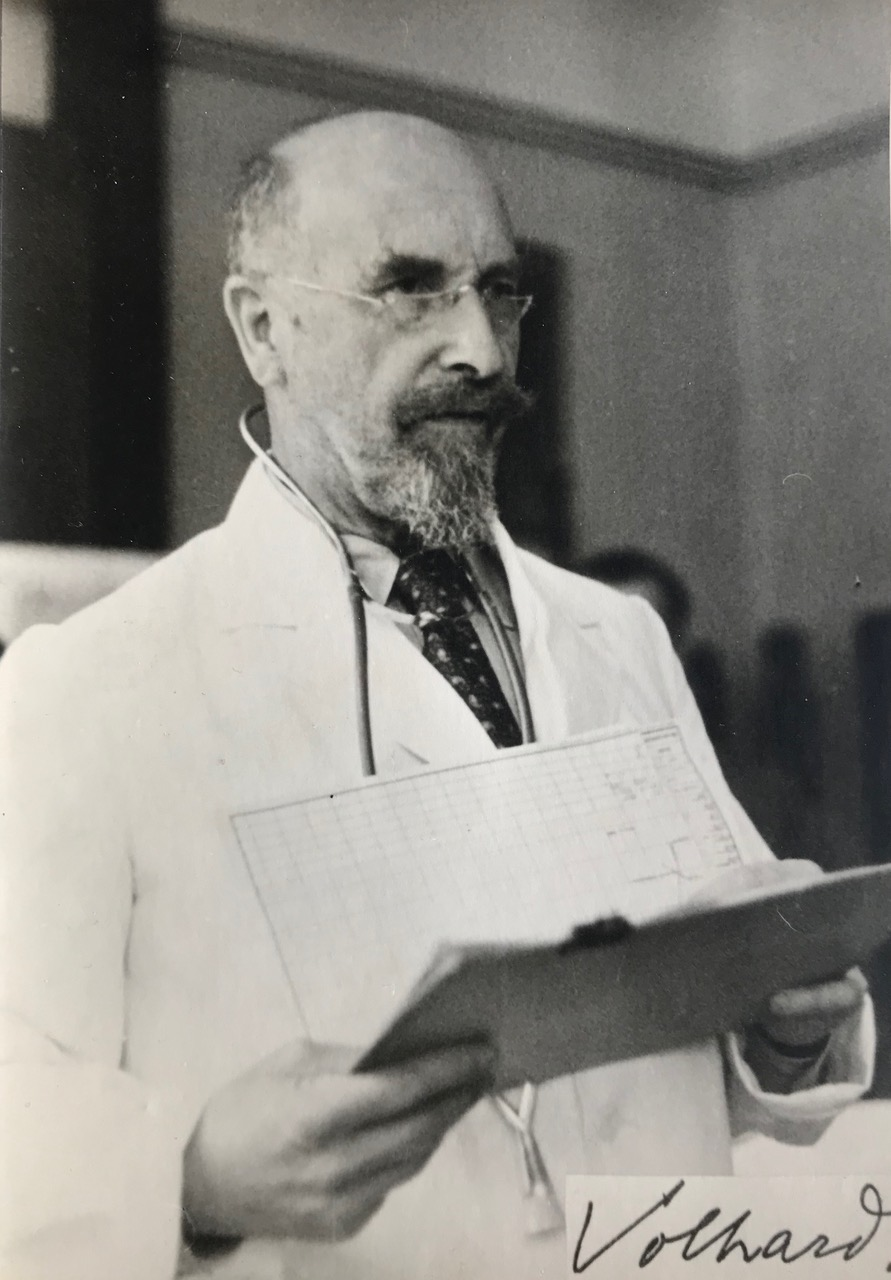
Franz Volhard bei der Visite, Uniklinik Frankfurt 1947

Franz Volhard (* 2. Mai 1872 in München; † 24. Mai 1950 in Frankfurt am Main) war ein deutscher Internist. Er gilt als Nestor der Nephrologie und als Pionier der modernen Hochdruckforschung.
Zu seinen bedeutendsten Leistungen zählen die Beschreibung des seit 1906 bekannten chemisch-humoralen Mechanismus des Bluthochdrucks bei Nierenkrankheiten sowie 1914 seine Veröffentlichung einer neuen Systematik der Nierenkrankheiten zusammen mit Theodor Fahr.

## Familie

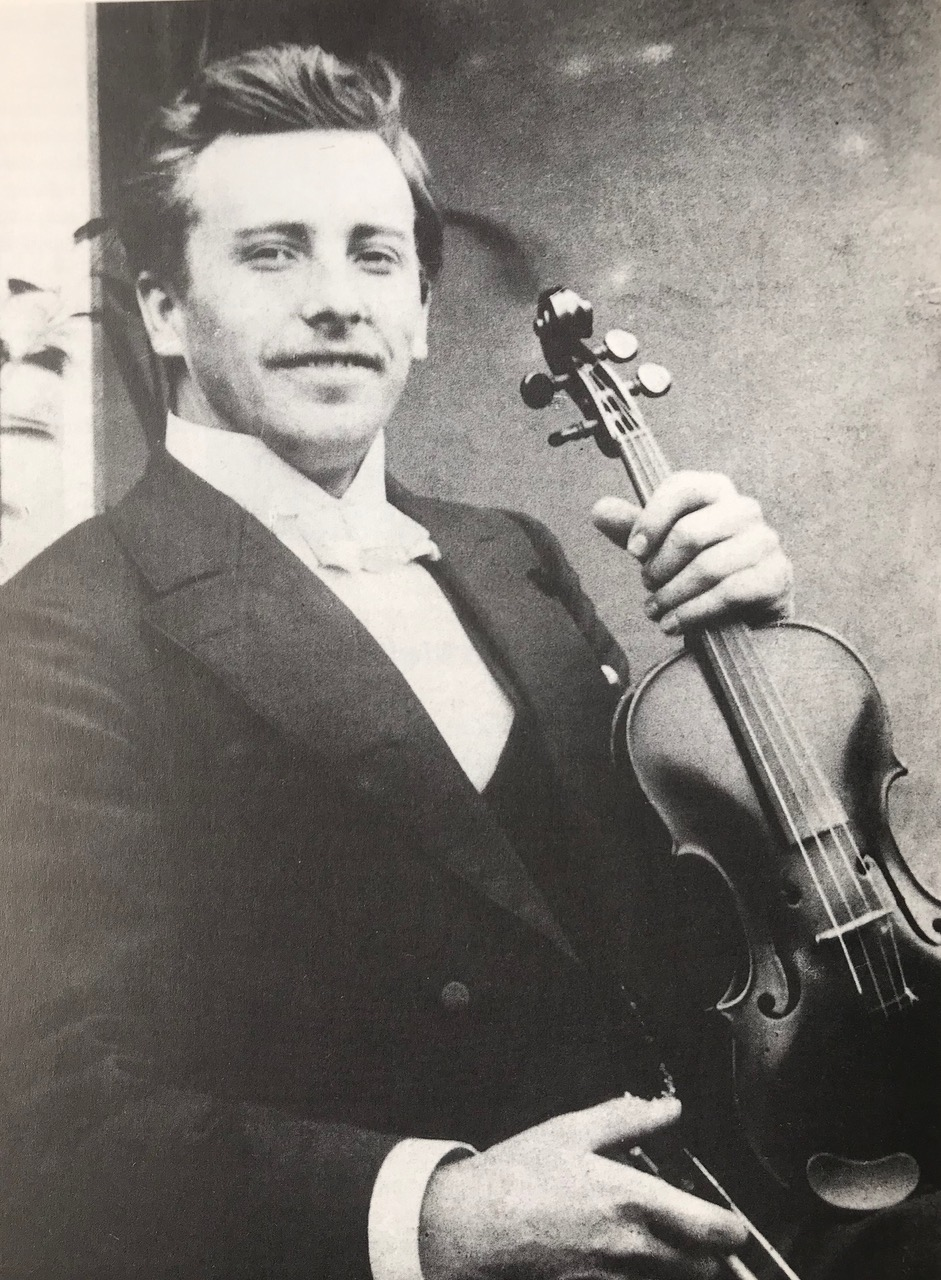
Franz Volhard kurz nach dem Abitur in Schulpforta 1893

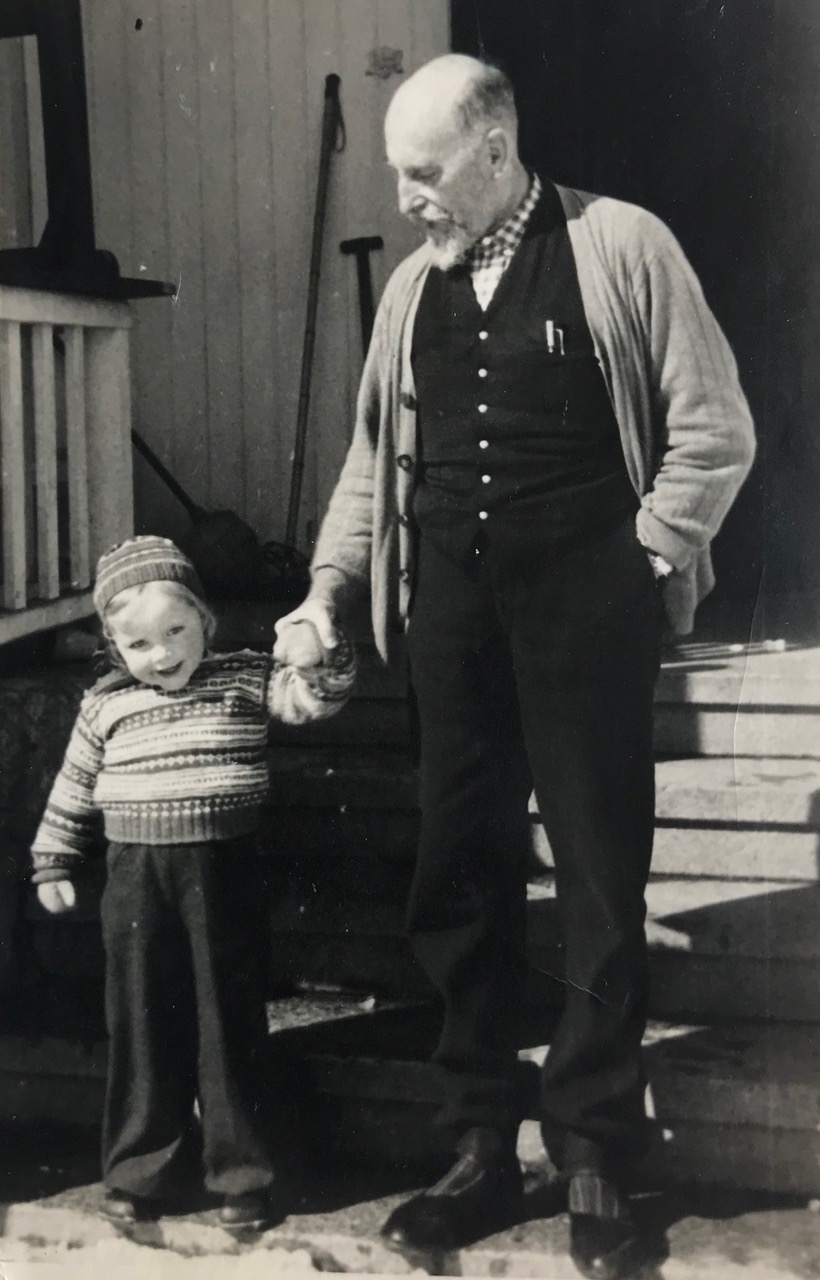
Franz Volhard in Masserberg/Thüringer Wald (mit Enkelin Heidi)

Franz Volhard war das vierte von sieben Kindern des Chemie-Professors Jacob Volhard (1834–1910, Assistent seines Onkels Justus von Liebig) und Josephine Volhard, geborene Backofen (1842–1935). Josephine Backofen war die Tochter des Hofmalers Franz Backofen. Franz Volhard heiratete 1899 Else Toennies. Aus der Ehe gingen von 1900 bis 1917 sechs Söhne und vier Töchter hervor. Franz Volhard hatte 29 Enkel, darunter u. a. die Nobelpreisträgerin Christiane Nüsslein-Volhard und Rüdiger Volhard. Einer seiner Urenkel ist der 2021 mit dem Nobelpreis für Chemie ausgezeichnete Chemiker Benjamin List.
1939 emigrierte Volhards zweiter Sohn, der mit einer Jüdin verheiratet war, ausgebürgert nach Schweden. Vier Söhne kämpften im Zweiten Weltkrieg in der Wehrmacht, der älteste von ihnen, der Ethnologe Ewald Volhard, kam kurz vor Kriegsende ums Leben. Eine Tochter entging nur durch Zufall der Verurteilung durch den Volksgerichtshof.
Franz Volhard wurde zweimal bei Luftangriffen auf Frankfurt ausgebombt. 20 Familienangehörige (darunter 13 Enkel) hatten sich vor den Bombenangriffen in seinem Haus in Masserberg (Thüringen) in Sicherheit gebracht. Diese Angehörigen holte Volhard persönlich im Mai 1945 mit einem von den Amerikanern organisierten Bus – vor Einrücken der Roten Armee in Thüringen – in die US-Besatzungszone.
Volhard starb 1950 an den Folgen eines Autounfalls. Sein Grab befindet sich auf dem Hauptfriedhof Frankfurt (Gewann V 311), wo auch seine Frau Else 1949 beigesetzt wurde.

## Ausbildung und Beruf
Volhard besuchte die Volksschule in Erlangen, nach einem Ortswechsel 1882 das Gymnasium der Franckeschen Stiftungen in Halle an der Saale, dann das humanistische Gymnasium Schulpforta (Reifeprüfung 1892). Anschließend studierte er zwei Jahre in Bonn Medizin, wo er 1894 das Physikum bestand. Nach Ableistung des Militärdienstes in Halle als Einjährig-Freiwilliger setzte er das Medizinstudium in Straßburg fort (u. a. bei Friedrich von Recklinghausen, Naunyn und Schmiedeberg) und bereitete dann in Halle bei Joseph von Mering seine tierexperimentelle Dissertation zur Eklampsie vor. 1897 schloss Volhard das Medizinstudium an der Universität Halle mit Auszeichnung ab und wurde mit 25 Jahren zum Doktor der Medizin promoviert.
Es folgten ein Aufenthalt in Kiel, wo er Heinrich Irenaeus Quincke, Friedrich von Esmarch und August Bier traf, und ein Vierteljahr in Berlin am Pathologischen Institut des Krankenhauses Friedrichshain, um sich in pathologischer Anatomie weiterzubilden. 1898 arbeitete er als Assistent an der Medizinischen Universitäts-Klinik in Gießen, wo er bis 1905 tätig war. 1901 habilitierte er sich (mit 29 Jahren) an der Universität Gießen im Fach Innere Medizin mit einer Arbeit über fettspaltende Magenfermente.
Kurzzeitig leitete er die Medizinische Klinik in Halle, war von 1905 bis 1908 Chefarzt der Inneren Abteilung des Städtischen Krankenhauses Dortmund und übernahm 1908 (bis 1918) die Direktion der Städtischen Krankenanstalten in Mannheim, die er zu einem vorbildlichen Klinikum aufbaute. Die pflegerische Leitung des Klinikums oblag ab dem Jahr 1909 Oberin Mathilde von Horn. 1908 wurde Volhard nach London eingeladen, wo er mit William Osler und dem Physiologen Ernest Starling zusammentraf.
Zu Beginn des Ersten Weltkrieges 1914 wurde Volhard kurzzeitig als Marinearzt nach Kiel eingezogen, konnte aber bald nach Mannheim in seine Klinik zurückkehren. Dort betreute er auch die Reservelazarette internistisch und richtete ein spezielles „Nierenlazarett“ ein. Seinen Vorschlag einer „Hunger- und Dursttherapie“ (auch Volhardsche Hunger- und Durstkur genannt) der „Kriegsnephritis“ (akute diffuse Glomerulonephritis) trug er 1916 auf einer außerordentlichen Tagung der Deutschen Gesellschaft für Innere Medizin im deutsch besetzten Warschau vor. Diese Therapie hatte sich laut Wilhelm Stepp „überall in der Welt durchgesetzt“. Volhard schloss sich als konservativer Patriot 1917 der Deutschen Vaterlandspartei an.
1918 folgte er einem Ruf als ordentlicher Professor für Innere Medizin und Direktor der Medizinischen Klinik an die Universität Halle. Ab 1927 war er Direktor der Medizinischen Klinik an der Universität Frankfurt am Main.
Nach der „Machtergreifung“ der Nationalsozialisten wurde er Mitglied verschiedener NS-Organisationen, wie der SA-Reserve, der Nationalsozialistischen Volkswohlfahrt und zusätzlich förderndes Mitglied der SS. Eine Mitgliedschaft in der NSDAP wurde abgelehnt, da er einer Freimaurerloge angehört hatte.
1933 setzte er sich als Dekan mehrfach für jüdische Fakultätsmitglieder ein, deren Entlassung er aber nicht verhindern konnte. Seine Möglichkeiten wurden daraufhin eingeschränkt, trotz Mitgliedschaft in mehreren Unterorganisationen der NSDAP. Es gibt allerdings auch Hinweise darauf, dass er sich aktiv an der Vertreibung jüdischer Fakultätsmitglieder beteiligt hat, so im Falle des Kinderheilkundlers Paul Grosser. Im Frankfurter Personenlexikon heißt es hierzu: „Am 29.4.1933 ‚legte‘ ihm der Dekan der Medizinischen Fakultät, Franz Volhard, in einem Schreiben ‚nahe‘, auf seine Vorlesungen ‚in Anbetracht der gegenwärtigen Einstellung der Studentenschaft verzichten zu wollen‘... Sein [Grossers] Antrag, von der Medizinischen Fakultät beurlaubt zu werden, wurde von deren nationalsozialistischem Dekan im November 1933 abgelehnt.“
Während einer Südamerikareise erreichte Volhard die Nachricht seiner (Zwangs-)Emeritierung zum 1. Oktober 1938, die er – trotz seines Alters von 66 Jahren – in Anbetracht seiner Leistungen und Vitalität als ungerecht empfand. Sein Nachfolger war von 1939 bis 1945 der „stramme Nationalsozialist“ Wilhelm Nonnenbruch, bis Franz Volhard seine Tätigkeit in der Frankfurter Universitätsklinik fortsetzen konnte.

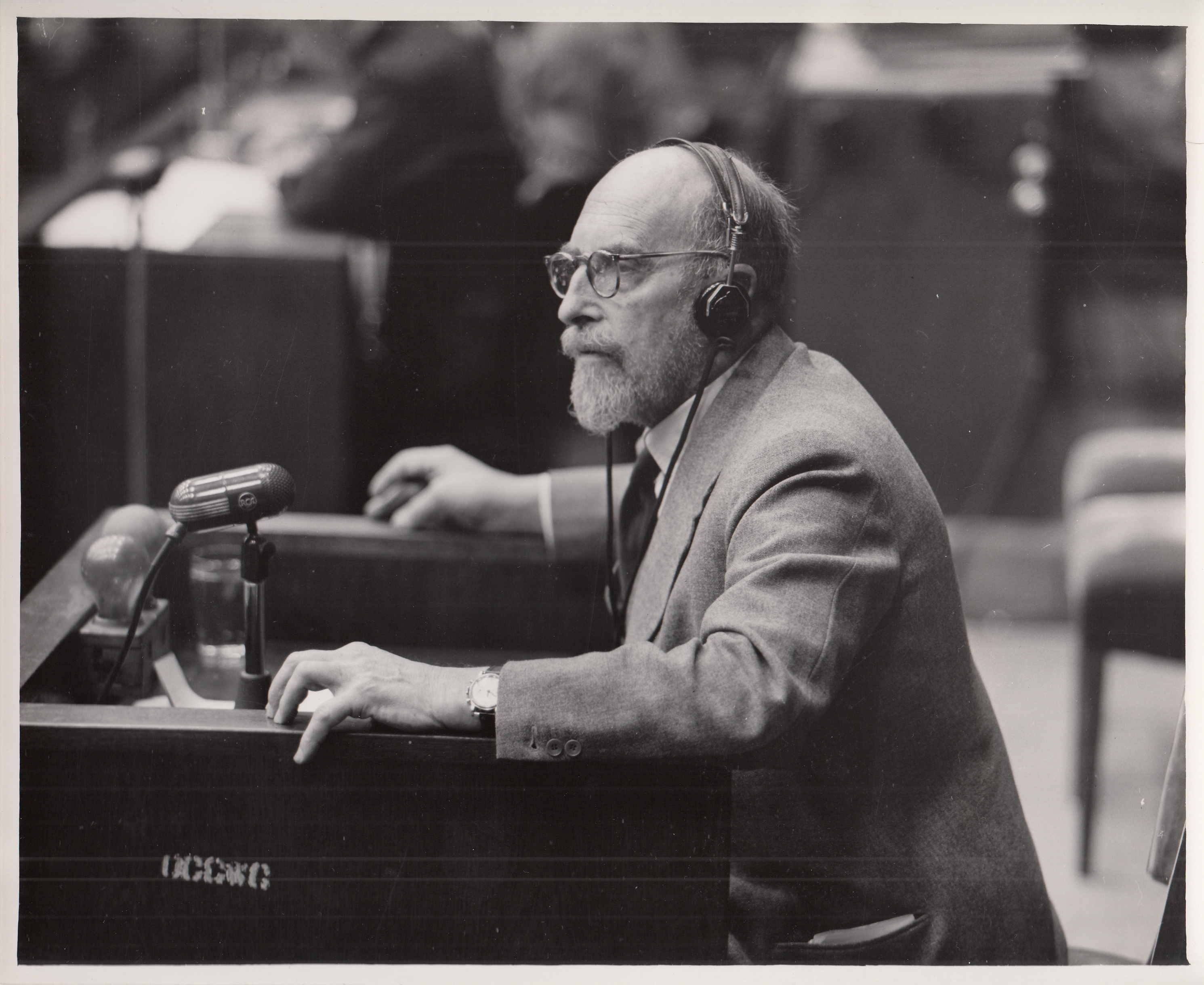
Franz Volhard als Zeuge im Nürnberger Ärzteprozess, 1947

Während des Zweiten Weltkrieges arbeitete er in seiner Frankfurter Arztpraxis. Er war von 1940 bis 1945 als beratender Internist der Wehrmacht im Range eines Marineoberstabsarztes in den Lazaretten von Frankfurt und Umgebung sowie in einem Sanatorium (West-Sanatorium) in Bad Nauheim tätig.
Die US-Militärregierung setzte Volhard 1945 wieder als Direktor der Medizinischen Klinik der Universität Frankfurt ein. Im Nürnberger Ärzteprozess war er 1946/47 Entlastungszeuge für Wilhelm Beiglböck.

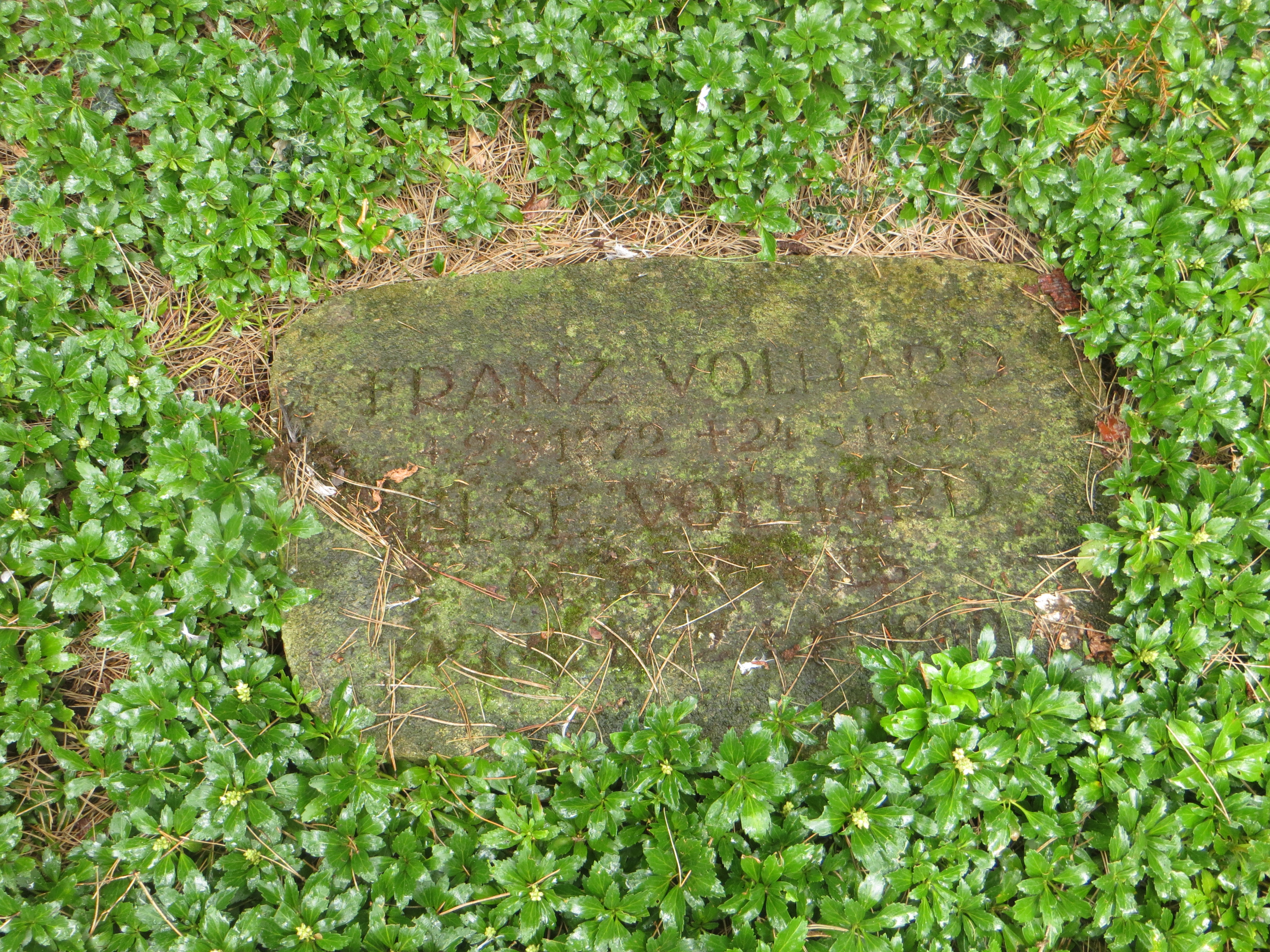
Volhards Grab auf dem Frankfurter Hauptfriedhof

Franz Volhard blieb bis zu seinem Unfalltod 1950 im Alter von 78 Jahren Direktor der Universitätsklinik Frankfurt.

## Leistung
In seiner Habilitationsschrift berichtete Volhard 1901 über die Entdeckung des fettspaltenden Ferments im Magen (Magenlipase). Er beschäftigte sich mit Venenpulsschreibung (1902), der quantitativen Pepsinbestimmung und der alkalischen Bindungskapazität des Magensaftes (1903), mit Leberpulsen und Herzrhythmusstörungen (1904), alternierenden Pulsphänomenen sowie erstmals mit Nierenkrankheiten und arterieller Hypertonie (1905). Berühmt war Volhards Sammlung paraffinierter Herzen.
Volhard entwickelte eine quantitative Trypsinbestimmungsmethode, arbeitete über die Kohlensäurevergiftung, die Tuberkulinbehandlung und die Differentialdiagnose der Herzfehler sowie den Herzblock. Er stellte 1909 ein Quecksilbermanometer zur oszillatorischen beziehungsweise zur auskultatorischen Messung des diastolischen Blutdrucks vor und forschte mit Theodor Fahr über Nierenkrankheiten. 1910 wurde der nach Volhard benannte Wasser- und Konzentrationsversuch in die Diagnostik von Nierenkrankheiten eingeführt. Volhard klassifizierte Schrumpfnieren nach funktionellen Gesichtspunkten. Volhard und Fahr teilten 1914 die „Brightschen Nierenkrankheiten“ neu ein in degenerative Erkrankungen (Nephrosen), entzündliche Erkrankungen (Nephritiden) und arteriosklerotische Erkrankungen (Skerosen). Vor allem die Nierenpathologie stand nun im Vordergrund: Nach zehnjähriger Vorarbeit erschien 1917 eine erste große zusammenfassende Arbeit über Nierenerkrankungen, in der Nierenfunktionsstörungen ausführlich behandelt und die pathogenetische Einteilung in Nephritiden (entzündlich), Nephrosen (degenerativ) und Nephrosklerosen (arteriosklerotisch) nochmals vorgestellt wurde.
In Halle führte er die klinische Hauptvorlesung durch und beschäftigte sich mit der Pathophysiologie des Lungenemphysems sowie ophthalmologisch-renalen Fragestellungen. Auf dem Kongress für innere Medizin in Wien 1923 referierte er erstmals die Symptomatologie und die Pathomechanismen des „blassen“ (von einer Durchblutungsstörung der Niere ausgelösten) und des „roten“ (beruhend auf einer verminderten Dehnbarkeit des arteriellen Systems) Hochdrucks. Im gleichen Jahr berichtete er über die operative Therapie des Panzerherzens (Perikardresektion, gemeinsam mit Viktor Schmieden) und prägte den Begriff der kardialen Einflussstauung. Er führte unter anderem die bereits 1920 von Fr. M. Allen inaugurierte salzfreie Diät bei Herzerkrankungen und Hypertonie in Deutschland ein.
1916 erklärte Franz Volhard auf dem Warschauer Kongress, dass die allgemeine Gefäßverengerung auf noch geheimnisvollem Wege zustande kommen soll. 1918 veröffentlichte er seine grundlegende Arbeit Die doppelseitigen hämatogenen Nierenerkrankungen (Bright’sche Krankheit) in der ersten Auflage des Handbuches der inneren Medizin. 1931 erschien dann als Band 6 (Teile 1 und 2) der zweiten Auflage des Handbuchs der inneren Medizin Volhards fast 2000-seitiges Hauptwerk Die doppelseitigen hämatogenen Nierenerkrankungen (im Klinikjargon: „Handbuch der Nierenerkrankungen“ oder auch kurz die „Nierenbibel“; jetzt ohne den Zusatz Bright’sche Krankheit). 1942 veröffentlichte er seine Vortragssammlung über Nierenerkrankungen und Hochdruck. Zu Franz Volhards Spezialgebieten gehörte auch die heute als Pseudowissenschaft abgelehnte Iridologie.
Sehr zurückhaltend war Volhard noch in den 1920er und 1930er Jahren gegenüber den Möglichkeiten einer Nierenersatztherapie mit Dialyse. Von 1924 bis 1928 hatte Georg Haas in Gießen zum ersten Mal beim Menschen Hämodialysebehandlungen durchgeführt. Volhard erkannte dann aber 1947 die Bedeutung der Hämodialyse beim akuten Nierenversagen. Er bat Nils Alwall in Lund um ein Dialysegerät. Dieses wurde ihm auch zugesagt und stand kurz vor der Auslieferung, als Volhard 1950 akut verstarb.
1933 erhielt Volhard gemeinsam mit Harvey Cushing die Ehrenpromotion der Pariser Universität (Sorbonne), als erster Deutscher nach dem Ersten Weltkrieg. Ein Jahr später behandelte er König Fu'ād in Ägypten, hielt europaweit wissenschaftliche Vorträge, so in Athen und Malmö, auch in den USA, und wurde 1938 nach Córdoba (Argentinien) eingeladen.
Volhard war Mitglied und Meister in verschiedenen Freimaurerlogen.
Er setzte sich nach dem Zweiten Weltkrieg in zahlreichen Vortragsreisen für die Wiederaufnahme Deutschlands in die internationale wissenschaftliche Gemeinschaft ein.
Volhard publizierte 156 wissenschaftliche Beiträge und war Mitglied in mehr als 12 wissenschaftlichen Gesellschaften. Unter ihm habilitierten sich 18 Schüler, aus denen sich bedeutende Wissenschaftler entwickelten. Er war der Gründer einer großen und weitreichenden internistisch-nephrologischen Schule in Deutschland.

## Filtrations-Rückresorptions-Theorie
Klare Vorstellungen über die Arbeitsweise der Nieren bei der Harnbereitung hatte zuerst 1842 Carl Ludwig. Nach seiner mechanischen Theorie findet die physikalische Filtration des Plasmas in den Glomeruli statt. Anschließend komme es zur Rückdiffusion von Wasser durch eine Endosmose im Tubulus. Wie viele andere Nephrologen lehnten auch Franz Volhard und Wilhelm Nonnenbruch diese Filtrations-Rückresorptions-Theorie ab. Trotzdem beschrieb Volhard zutreffend „extrarenale Ursachen“ der Niereninsuffizienz. Eine „Herzinsuffizienz mit Ödembereitschaft“ führt zur „Nephritis ohne Nierenerscheinungen“ oder analog zur „Kriegsnephritis ohne Nephritis“, also zur „Feldnephritis unter rein extrarenalen Verlaufsformen“.
Franz Volhard hat diese „Filtrations-Rückresorptions-Theorie von Ludwig und Cushny“ 1931 ausführlich beschrieben, aber trotzdem mehrfach abgelehnt. Volhard betonte die Bedeutung eines Verständnisses der Niereninsuffizienz:

„Ich habe aber den Eindruck gewonnen, daß die Frage der Niereninsuffizienz in den Vordergrund des Interesses gestellt werden muß. Sie zieht sich wie ein ‚roter Faden‘ durch das Labyrinth der pathologischen Physiologie und Klinik der Nierenkrankheiten und gibt für die allgemeine Betrachtung wie für den einzelnen Fall einen Hinweis von grundlegender Bedeutung.“

Theodor Fahr schrieb 1925, „daß nach Volhard vielleicht Glomerulus und Tubulus wechselweise in der Funktion für einander eintreten. Auch Jores lehrt, daß die Glomerulusfunktion durch die Tubuli übernommen werden könne.“
Franz Volhard definierte 1931 die Tubulusinsuffizienz irrtümlich als ein Konzentrationsunvermögen, das nur dadurch kompensiert werden kann, dass die Glomeruli mehr leisten, so dass es zu einer Polyurie kommt. Es wurde nicht erkannt, dass die Polyurie von einer Tubulusunterfunktion und nicht von einer Glomerulusüberfunktion verursacht wird. „Hiernach erscheint der Begriff der Tubulärinsuffizienz, wie ihn schon Franz Volhard und neuerdings besonders Wollheim und Moeller (Eggert Hugo Heiberg Møller (* 1893) aus Hellerup in Dänemark, 1952) benutzten, nämlich als einheitliches Syndrom aller Konzentrationsstörungen gleich welcher Ätiologie, Pathogenese und Ausprägung, als zu umfassend und zu wenig differenzierend, um hieraus eine grundlegende Neuordnung der nephrologischen Nosologie (Ernst Wollheim 1963) abzuleiten.“ „Die Diskussion darüber, ob die Tubuli sezernieren oder resorbieren, ist nicht zur Ruhe gekommen.“

## Begriffe
Nach Franz Volhard wurden benannt:
- der Volhardsche Atemstoß (Kerzenversuch nach Volhard mit Ausblasenlassen einer Kerzenflamme zur Bestimmung des Atemsekundenvolumens)
- das Volhardsche Frühstück („Ölfrühstück“ mit Gabe von 200 ml Olivenöl durch eine Duodenalsonde)
- der Volhardsche Handgriff (zur Beurteilung der Atemexkursionen)
- die Volhardsche Hochdrucktheorie (verminderter Vasomotorentonus mit Steigerung der Herzarbeit)
- der Volhardsche Konzentrationsversuch (zur Prüfung der konzentrativen Nierenleistung)
- die Volhardsche Krankheit (Nephrosklerose bei der malignen Hypertonie)
- die Volhardsche Nierenfunktionsprobe (Volhardscher Konzentrationsversuch, Volhardscher Verdünnungsversuch[32])
- das Volhardsche Schema (zur Klassifizierung der glomerulären Nephropathien)
- die Volhardsche Trias (Hypertonie, Hämaturie und Ödeme bei der Glomerulonephritis beziehungsweise beim nephritischen Syndrom[33])
- die Volhardsche Vorniere (Nierenanalogon vor der Niere als Erklärungsmodell für eine Anasarka)

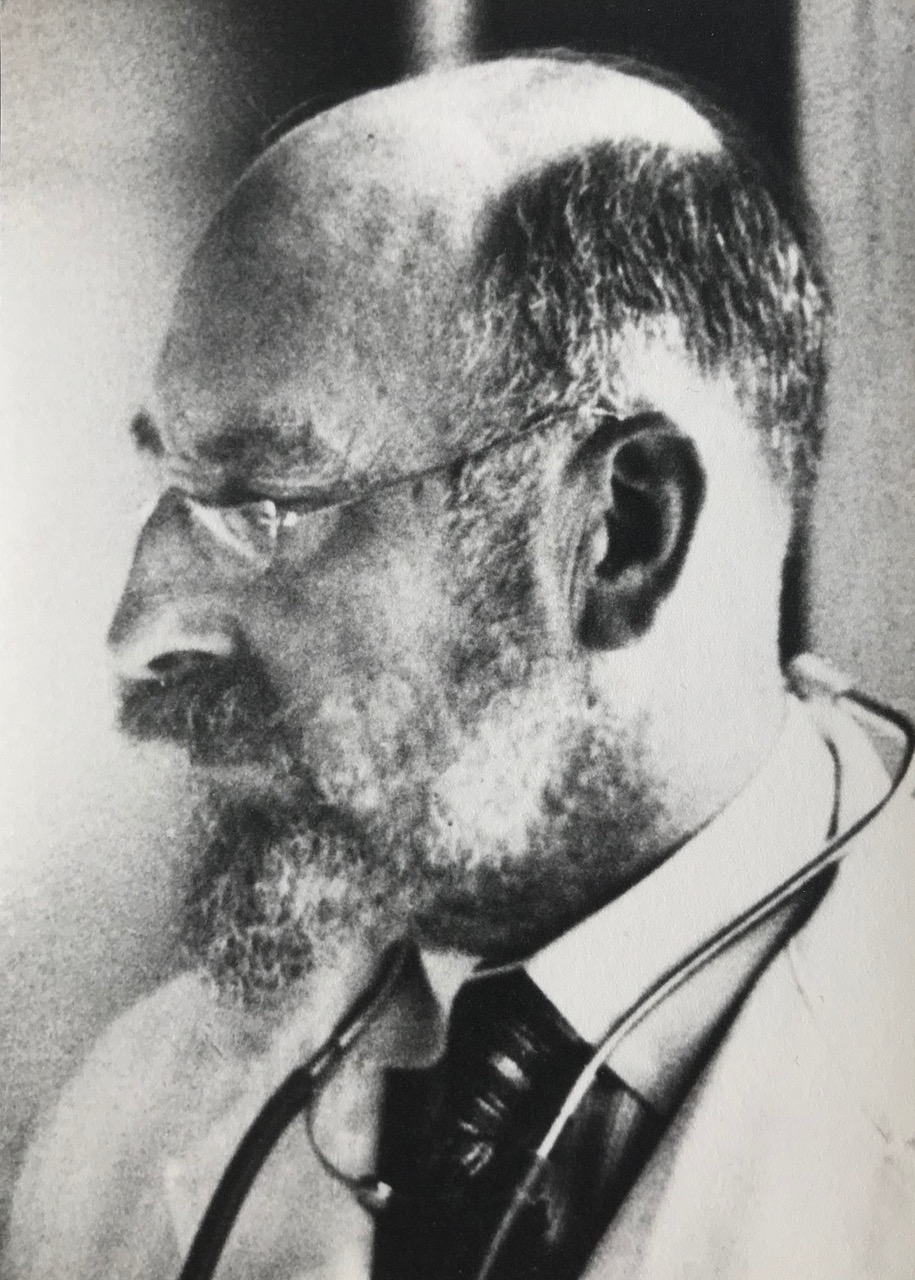
Franz Volhard in Frankfurt um 1945

- Franz Volhard in Frankfurt um 1945der Volhardsche Wasserversuch (Volhardsche Nierenfunktionsprobe)

Die Volhardsche Chloridbestimmung und die Volhard-Erdmann-Zyklisierung wurden jedoch nach seinem Vater Jacob Volhard benannt.

## Würdigung

### Ehrungen
- Mitgliedschaft in der Deutschen Akademie der Naturforscher Leopoldina in Halle 1924[35]
- Cothenius-Medaille der Leopoldina 1937
- Ehrendoktorwürden der Sorbonne Paris 1933, der Universität Freiburg 1947 und der Universität Göttingen 1947
- Ehrenbürger der Johann Wolfgang Goethe-Universität Frankfurt am Main 1947
- Goetheplakette der Stadt Frankfurt am Main 1947
- Franz-Volhard-Gedächtnistagung in Bad Salzuflen im Oktober 1972 anlässlich seines einhundertsten Geburtstages

### Wissenschaftspreise
Die Franz-Volhard-Medaille war seit 1980 die höchste Auszeichnung der Deutschen Gesellschaft für Nephrologie, die zudem noch den Franz-Volhard-Preis vergab. Seit 2023 vergibt die DGfN diese beiden Preise unter anderen Namen, die nicht mehr mit Franz Volhard verknüpft sind. Der Vorstand der DGfN beschloss diesen Schritt „angesichts der Einstellung und des Verhaltens von Prof. Volhard zum Fehlverhalten von Kollegen und der Tatsache, dass er schon damals geltende medizinethische Grundsätze missachtete.“ Volhard habe nach dem Zweiten Weltkrieg Versuche an KZ-Häftlingen und Versuche an Kindern, die Ende der 1940er Jahre durchgeführt worden waren, gerechtfertigt. Aus dem gleichen Grund wurde der „Franz-Volhard-Hörsaal“ des Universitätsklinikum Frankfurt in „Hörsaal 22:2“ umbenannt.

### Benennungen
- Franz-Volhard-Klinik in Berlin-Buch

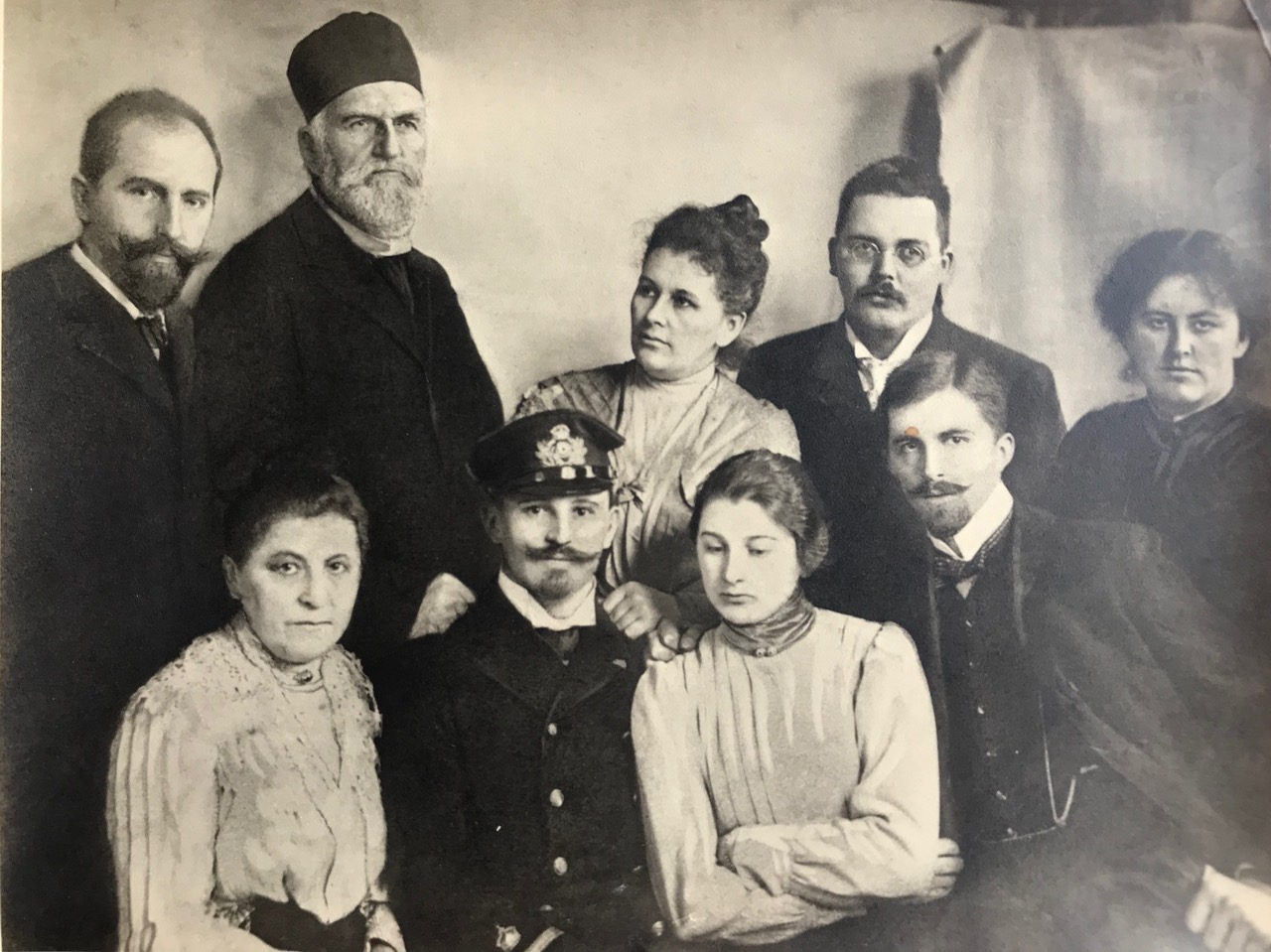
Familie Jacob Volhard und Josefine Volhard in Halle 1905 (Franz Volhard ganz links)

- Familie Jacob Volhard und Josefine Volhard in Halle 1905 (Franz Volhard ganz links)Professor-Franz-Volhard-Klinik in Masserberg/Thüringen
- Station Volhard und Haus Volhard im Universitätsklinikum Gießen (benannt auch nach seinem Vater Jacob Volhard?)

## Aussprüche und Varia
- „Damit Ihr keinen Unsinn über mich schreibt“ (zu seinen Schülern 1942, als er ihnen eine von ihm selber vorbereitete Laudatio zu seinem 70. Geburtstag übergab)
- „Meine Herren haben einen 24-stündigen Arbeitstag. Was sie in der Zwischenzeit tun, ist mir egal.“
- „Wie kommst Du dazu, mir zu widersprechen?“ (nachts zu einem heranzitierten Mitarbeiter)
- „Die Wahrheit von heute ist der Irrtum von morgen.“ (unter ausdrücklicher Bezugnahme auf sein eigenes Schaffen; zitiert von seinem Sohn, dem Professor Ernst Volhard)[38]
- Franz Volhard, seine Klinik und seine Behandlung werden in dem Frankfurter Reisebericht[39] des türkischen Schriftstellers Ahmet Haşim geschildert, der im Herbst 1932 sein Patient war.
- Das stattliche Haus in Masserberg im Thüringer Wald, das Volhard 1922 erworben hatte und das Zuflucht seiner Töchter und Schwiegertöchter und von 13 Enkeln vor den Luftangriffen im Zweiten Weltkrieg war, verkam zur DDR-Zeit und wurde abgerissen.

## Schriften (Auswahl)
Ein ausführliches Literaturverzeichnis (von 1897 bis 1950) findet sich im Buch Franz Volhard – Erinnerungen anlässlich seines 110. Geburtstages; dort fehlt jedoch seine umstrittene Kochsalzfreie Krankenkost.
- Experimentelle und kritische Studien zur Pathogenese der Eklampsie. Medizinische Dissertation Halle 1897–
- Über das fettspaltende Ferment des Magens. (Medizinische Habilitationsschrift). In: Zeitschrift für Klinische Medizin. Band 43, 1901, S. 302 ff.
- Über die Messung des diastolischen Blutdruckes beim Menschen. In: Verhandlungen der Deutschen Gesellschaft für Innere Medizin. Band 20, 1909, S. 200 ff.
- Über die funktionelle Unterscheidung der Schrumpfnieren. In: Verhandlungen Dtsch Kongr inn Med. Band 27, 1910, S. 735 ff.; gekürzt auch in Der Internist. Band 10, 1969, S. 102–105.
- Bright’sche Nierenkrankheit. In: Berliner Klinische Wochenschrift. Band 50, 1913, S. 1733.
- mit Theodor Fahr: Die Bright’sche Nierenkrankheit. Klinik, Pathologie und Atlas. Berlin 1914.
- Der arterielle Hochdruck. In: Verhandlungen der Deutschen Gesellschaft für Innere Medizin. Band 35, 1923, S. 134 ff.
- Die kochsalzfreie Krankenkost. 1930; 10. Auflage 1942; 13. Auflage. Herausgegeben von seinem Sohn Ernst Volhard. Johann Ambrosius Barth Verlag, München 1952.
- Die doppelseitigen hämatogenen Nierenerkrankungen (Bright’sche Krankheit). Springer-Verlag, Berlin/Heidelberg 1918, Abdruck aus dem III. Band von Handbuch der inneren Medizin. (Herausgeber Leo Mohr und Rudolf Staehelin), ISBN 978-3-662-42272-4 (Reprint)
- Die doppelseitigen hämatogenen Nierenerkrankungen. In: Gustav von Bergmann, Rudolf Staehelin (Hrsg.): Handbuch der inneren Medizin. 2. Auflage, Verlag von Julius Springer, Berlin/Heidelberg 1931, Band 6, zwei Teile, ISBN 978-3-662-42701-9 (Nachdruck von Teil 2, Seiten 1025–2140).
- Nierenerkrankungen und Hochdruck. Leipzig 1942.
- Blutdruck und Niere. In: Erwin Becher: Nierenkrankheiten. 1. Band. Verlag von Gustav Fischer, Jena 1944, S. 318–339.
- Die Pathogenese des Hochdrucks. In: Verhandlungen der Deutschen Gesellschaft für Kreislaufforschung. Band 15, 1949, S. 40, 107.
- Vor die Therapie setzten die Götter die Diagnose. Deutsche Hoffmann-La Roche AG, Grenzach 1952.